# 鹿茸木
鹿茸木（学名：Meiogyne kwangtungensis）是番荔枝科鹿茸木属的植物，是中国的特有植物。分布于中国大陆的海南等地，生长于海拔600米的地区，见于山地林谷中，目前尚未由人工引种栽培。